# 5 Rybnicki Pułk Piechoty
5 (1) Rybnicki Pułk Piechoty – pułk piechoty polskiej okresu III powstania śląskiego.

## Historia
Sformowany w na terenie powiatu rybnickiego. Początkowo nosił nr 1 w Grupie „Południowej’’, a następnie po 10 maja nr 5. Po czym dostał zadanie w wydzielonymi pododdziałami Żorskiego i Wodzisławskiego Pułku zajęcia Rybnika. W nocy z 2/3 maja pułk rozpoczął walki o Rybnik i w krótkim czasie go opanował.
Po wykonaniu zadania opanowania Rybnika został skierowany na linię Odry i zajął pozycje obronne od miejscowości Bluszczów do Dziergowice. Na tych pozycjach pozostawał do końca powstania z powodzeniem odpierając wszystkie niemieckie ataki. 
Po zakończeniu powstania został rozformowany w Rybniku. 

## Obsada pułku
- Dowódca – Janusz Wężyk, potem Ciepielewski
- Dowódca 1 batalionu – Paweł Stanek, potem Augustyn Bielaczek
  - Dowódca 1 kompanii – Ignacy Halfer
  - Dowódca 2 kompanii – Paweł Ochojski
  - Dowódca 3 kompanii – Augustyn Wieczorek
  - Dowódca 4 kompanii – Augustyn Bielaczek, potem Łach
- Dowódca 2 batalionu – Józef Płaczek
  - Dowódca 5 kompanii – Józef Komarek
  - Dowódca 6 kompanii – Jan Musioł, później Adam Sitek, a po nim Bronisław Ochojski
  - Dowódca 7 kompanii – Teodor Wąglorz, później Józef Ochojski
  - Dowódca 8 kompanii – Józef Kłosek
  - Dowódca kompanii karabinów maszynowych – Feliks Wowra
- Dowódca 3 batalionu – Franciszek Marszolik
  - Dowódca 9 kompanii – Emanuel Szymura
  - Dowódca 10 kompanii – Emanuel Merker
  - Dowódca 11 kompanii – Jan Mikuła
  - Dowódca 12 kompanii – Teodor Ryszka